# Mozzarella
La mozzarella (en italiano: /mottsa'rɛlla/) o muzzarella (en napolitanoː /muttsa'rɛlla/), o también en castellano mozarela, muzarela, muzarella o musarela, es un queso semisuave del sur de Italia, elaborado tradicionalmente con leche de búfala italiana mediante el método de la pasta hilada (aunque internacionalmente está extendida la elaboración de quesos mozzarelle a base de leche de vaca), encontrándose en las regiones de Campania y Mediodía como una especialidad tradicional garantizada (ETG); y realizada también con leche de oveja en Cerdeña, los Abruzos y el Lacio.
La mozzarella fresca es generalmente blanca, pero cuando se sazona se torna de color amarillo claro dependiendo de la dieta del animal. Debido a su alto contenido de humedad, tradicionalmente se sirve al día siguiente de su elaboración, sin embargo, se puede mantener en salmuera hasta por una semana o más cuando se vende en paquetes sellados al vacío. La mozzarella de baja humedad se puede mantener refrigerada hasta por un mes, aunque la mozzarella rallada con bajo contenido de humedad se vende con una vida útil de hasta seis meses.
La mozzarella se usa para la mayoría de los tipos de pizza y varios platos de pasta o se sirve con rodajas de tomate y albahaca en la ensalada caprese.

## Etimología
La voz italiana «mozzarella» proviene probablemente de la voz dialectal italiana meridional mozza, este derivado del verbo mozzare ‘cortar’, este de mózzo ‘cortado, mutilado’, este del latín vulgar *mŭtius ‘mutilado’, y este quizá cognado del latín mutilus ‘mutilado’.

## Historia
Los orígenes de la mozzarella se pierden en el tiempo y los autores no se ponen de acuerdo en la época en que se inventó este queso estirado; ciertamente tiene una larga historia. La mozzarella, por la necesidad de consumirse muy fresca, hasta la llegada de los ferrocarriles se producía en pequeñas cantidades y se consumía exclusivamente cerca de los lugares de producción. En los libros de cocina medievales, entre los productos lácteos más citados se encuentra la provatura, más almacenable que la mozzarella, y por tanto más fácilmente comercializable.
A continuación las hipótesis y las principales etapas en la historia de la mozzarella.

### Primera evidencia escrita: Capua,sigloXII
El primer testimonio histórico sobre la vocación láctea de la Italia meridional proviene de Plinio el Viejo quien, en la Historia natural, menciona el laudatissimum caseum de Campo Cedicidio, hoy identificable con la llanura del Mazzoni que se extiende entre Mondragone, Castel Volturno y otras áreas del Volturno; sin embargo, es casi seguro que deben haber sido quesos elaborados con leche de vaca.
Esta misma vocación se confirma posteriormente en un documento conservado en el Archivo Episcopal de Capua, y que data del siglo XII, en el que, como nos explica el monseñor Alicandri, autor del estudio, el término «mozza» aparece por primera vez en referencia a la costumbre de los monjes del monasterio de san Lorenzo en Capua, de refrescar a los peregrinos con pan y mozza o provatura.

### Lamozzarellaen la Italia central: siglosXVyXVI
En el umbral del Renacimiento, en el siglo XV en la región de Marcas, la producción y el uso de la moza es muy común, como se desprende de un documento de 1496 que la menciona entre los alimentos normalmente presentes en las mesas de la nobleza anconitana. Un importante documento escrito del siglo XVI, más específicamente de 1570, atestigua el uso de la mozzarella también en Roma, en la mesa del papa Pío V, un cocinero de la corte, Bartolomeo Scappi, la menciona (por primera vez con el término que se usa hoy) en la lista de quesos comúnmente servidos. Con la Opera de Bartolomeo Scappi la mozzarella hace su primera aparición en un libro de cocina.
En los primeros años del siglo XX, el uso de la mozzarella estaba tan extendido que, en la Italia central, también se producía en pequeñas ciudades lecheras y luego se entregaba puerta a puerta junto con leche fresca.

### Referencia en un libro de cocina
En el siglo XVII, Giovan Battista Crisci, en la Lucerna de corteggiani, ilustró las peculiares cualidades gastronómicas de la mozzarella.

## Tipos
Además de la leche de búfala o de la leche de vaca, este queso también puede obtenerse a partir de leche mezclada: en este caso, los productores están obligados a especificar los distintos porcentajes de leche de búfala y de vaca contenida de conformidad con la ley que exige en la etiqueta, solo el nombre genérico mozzarella, seguido de la lista de ingredientes.
Otras calidades son las de solo leche de oveja y solo leche de cabra: la variante de oveja se prepara tradicionalmente en ciertas zonas, mientras que la de cabra es de origen reciente. También existe la variante definida por la pizza, que está reconocida por una norma legal; debe contener menos agua y grasa: 15 a 20 % contra 20 a 25 %. Se remoja en agua salada (salmuera) o lactosuero, y otras veces se le agrega ácido cítrico y se seca parcialmente (desecado), siendo su estructura más compacta. En esta última forma se suele utilizar para preparar platos cocinados al horno, como la lasaña y la pizza.
La mozzarella se produce en las típicas formas esferoidales redondas y más o menos aplanadas, generalmente de 20 a 250 g de peso. Algunas piezas de mozzarella de leche de búfala alcanzan los 5 kg; otras formas son la trenzada (de 125 a 250 g) y, recientemente, la enrollada; también existe en una versión ahumada. De producción exclusivamente industrial, es el tamaño de la guinda. En Molise (particularmente en Bojano) y en Apulia también se produce en las formas típicas de los frascos.

### Mozzarellabufalina
En Italia, el queso mozzarella se produce en todo el país con leche de búfala italiana bajo el nombre oficial de «mozzarella de leche de búfala», ya que las búfalas italianas están presentes en todas las regiones italianas. Entre las mozzarelle de leche de búfala italiana, la más famosa es la mozzarella de búfala campana, una mozzarella de leche de búfala con denominación de origen protegida (DOP) y que se produce en Campania (en la zona de Caserta, especialmente en Terra di Lavoro y en la zona de Salerno, particularmente en la llanura del Sele y en el campo nocerino-sarnese); en la zona sur del Lacio (provincias de Latina y de Frosinone y en Roma); en Apulia (provincia de Foggia) y en Molise (Venafro). Para la elaboración se utiliza exclusivamente leche de búfala procedente de ganado criado en la zona y un proceso de elaboración particular. 
Además del área de denominación de origen protegida mencionada anteriormente, la mozzarella bufalina se procesa en casi toda Italia: las manadas de búfalos aumentan constantemente en todas partes.

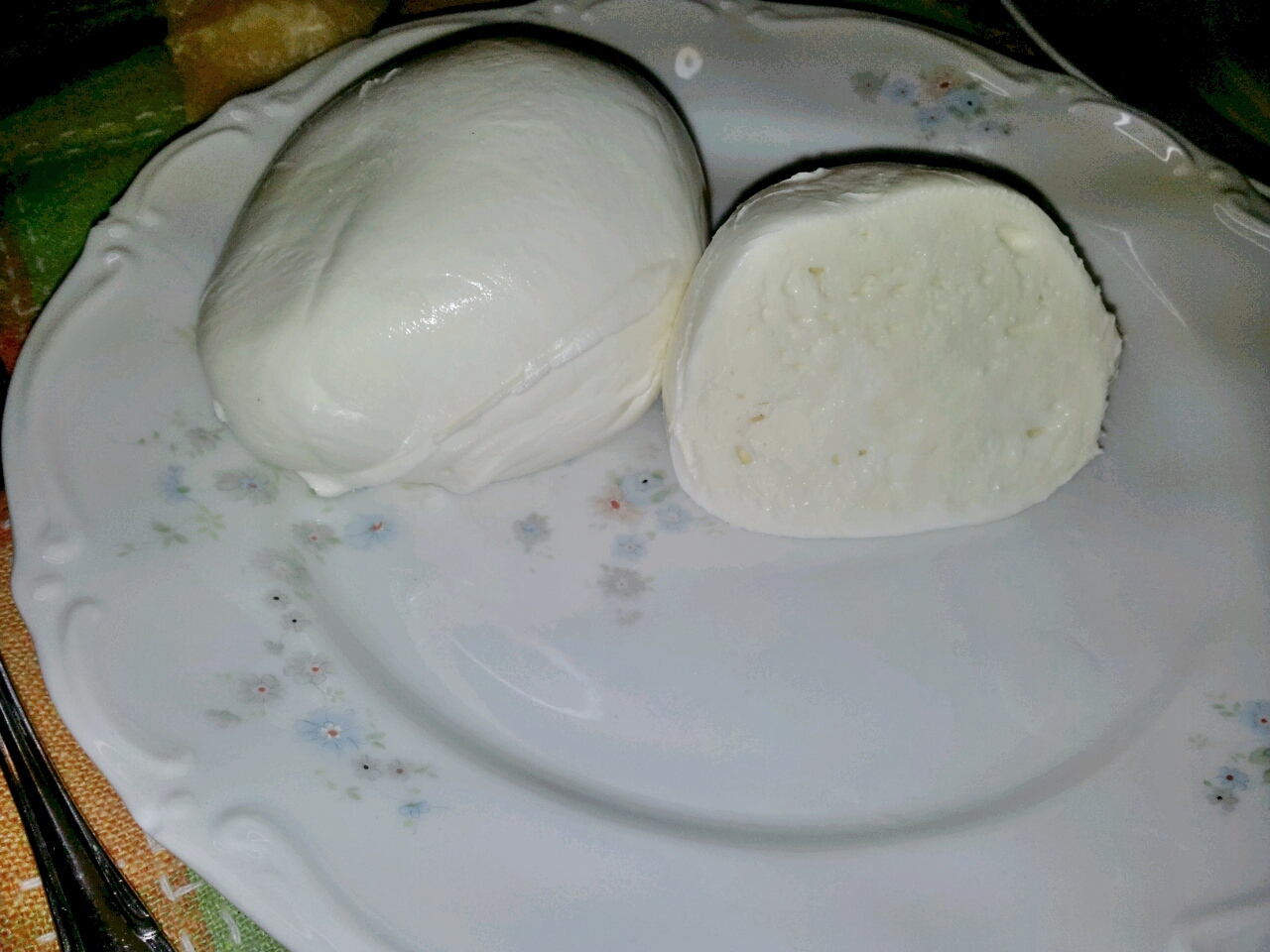
Mozzarella de búfala campana (DOP)

La mozzarella bufalina se prepara en muchos países, donde casi siempre operan o han iniciado el negocio empresarios o criadores italianos; entre otros, se mencionan los siguientes países:
- Australia[31]
- Colombia[32]
- Egipto[33]
- Estados Unidos[34][35][36][37]
- India[38]
- Sudáfrica[39]
- Suiza[40]
- Tailandia[41]

Todos los productores utilizan leche de búfala local. Algunos estudiosos importantes creen que Italia y Bulgaria tienen las mejores búfalas lecheras.

### Mozzarellavacuna
La mozzarella vacuna o de leche de vaca, también llamada fior di latte (o fiordilatte), es un tipo de queso mozzarella producido principalmente en las provincias italianas de Abruzos, Apulia, Basilicata, Calabria, Campania, sur del Lacio, Marcas, Molise y en la zona de Ragusa, en Sicilia. La mozzarella vacuna también puede ser producida y comercializada bajo la protección de la marca de especialidad tradicional garantizada (ETG), obviamente respetando la especificación relativa.
En julio de 2022, la única mozzarella vacuna italiana con denominación de origen protegida (DOP) es la mozzarella de Gioia del Colle que se puede producir en varios municipios de la meseta de Murgia.

### Mozzarellaovejuna
La mozzarella pecorina o de leche de oveja es típica de Cerdeña, los Abruzos y el Lacio. La leche de oveja se procesa con la adición de cuajo de cordero.

### Mozzarellacaprina
La mozzarella caprina o de leche de cabra es de origen reciente y todavía hay pocos productores, ya que estirar la cuajada de leche de cabra es algo complejo; una de las razones de esta nueva producción es la necesidad de ofrecer un tipo de mozzarella a quienes no pueden digerir la leche de vaca, ya que la leche de cabra es más digerible, además de ser mucho menos grasosa que la de oveja.

### Mozzarella nodino
Las mozzarelle nodini son pequeños bocados de queso mozzarella anudado. Están hechos con trozos de cuajada estirada anudados a mano. Los trozos de este tipo de mozzarella tienen una textura más tenaz, pero a la vez elástica.

### Mozzarella ciliegina
La mozzarella ciliegina es un tipo de queso mozzarella tradicional italiano que consiste en pequeñas bolas blancas y lisas de mozzarella que se elaboran con leche de vaca pasteurizada, o a veces con leche de búfala de agua. Son un poco más pequeñas que los bocconcini, otro tipo de bolas de mozzarella que a menudo pueden utilizarse indistintamente con las ciliegine.

### Mozzarellaparapizza
Existen diversas variantes formuladas y preparadas específicamente para su uso en la pizza, como el queso mozzarella de baja humedad. El Diccionario internacional de alimentación y cocina define este queso como «un queso blando de pasta hilada similar a la mozzarella hecha con leche de vaca que se utiliza especialmente para las pizze, y que contiene algo menos de agua que la mozzarella real».
La mozzarella semidesnatada de baja humedad, ampliamente utilizada en la industria alimentaria, tiene un bajo contenido en galactosa, según la preferencia de algunos consumidores de que el queso de la pizza tenga un pardeamiento bajo o moderado. Algunos quesos para pizza derivados de variantes de la mozzarella desnatada fueron diseñados para no requerir el envejecimiento o el uso de fermentos. Otros pueden elaborarse mediante la acidificación directa de la leche.

## Elaboración

### Tradicional
La introducción de búfalos en Italia es incierta: hay quien lo atribuye a los ostrogodos mientras que, según otros, se cría en Italia desde la época griega y romana; otros defienden un origen autóctono y plantean además la hipótesis de una diversidad filogenética. La mozzarella se puede elaborar también a partir de leche de oveja o de vaca. La mozzarella es un queso fresco, de pasta hilada y de leche entera, por lo que debe consumirse a los pocos días de su producción (almacenada en el líquido de conservación).
Como en casi todos los quesos, a partir de la leche fresca se le separa el suero por medio del cuajo y las bacterias del ácido láctico, quedando por otra parte lo que se denomina como cuajada: los sólidos de la leche. En la elaboración de la mozzarella la cuajada, acidificada previamente y cortada en cubitos, se coloca en una gran cacerola con agua a más de 60 °C, de tal forma que todos los cubos separados de la cuajada se vuelven a unir por efecto de la temperatura y la acidez adecuada. La apariencia de esta masa caliente es la de un gigantesco chicle brillante, capaz de estirarse un par de metros cuando está listo. Una vez extraída la cuajada, una parte del suero se calienta a 50 °C y se vierte sobre la cuajada. Esta operación se repite después de 15 minutos a una temperatura de 60 °C, y luego se deja reposar para favorecer la acidificación. A continuación, la cuajada se hila, es decir, se corta en rodajas largas y finas, que se introducen en agua a 90 °C. Entonces se forman las famosas bolas de queso mozzarella, estirando la masa e hilándola hasta formar un ovillo del tamaño conveniente que suele ser del tamaño de un puño chico y de forma semejante a la de una pera. Artesanalmente es un trabajo muy arduo debido a la alta temperatura de trabajo con las manos. Finalmente las bolas de queso son sumergidas en una salmuera fría que, por una parte evitará que el queso pierda suero por el calor, poniendo fin a la acidificación por bacterias al enfriarlo, y por otra, terminará de agregarle la concentración de sal adecuada del queso mozzarella.

### Industrial
Al preparado de la leche se le añade un cultivo de bacterias purificado que cumple diversas funciones estructurales y organolépticas. En la fabricación artesanal intervienen las bacterias del ambiente que se cultivan en la leche durante el proceso. La adición de cultivos bacterianos purificados logra un queso de sabor estándar. 
En la fabricación industrial se utilizan máquinas que se encargan de hilar la masa de la mozzarella, evitando así los riesgos para las manos de los maestros queseros.

## Conservación
El queso mozzarella se conserva a una temperatura comprendida entre 0 °C y +4 °C. La temperatura máxima de conservación figura en la etiqueta, al igual que la fecha de caducidad, expresada con el texto, seguido de la fecha con indicación del día y mes.